# Рясное (Сумская область)
Рясное (укр. Рясне) — село, Рясненский сельский совет,
Краснопольский район, Сумская область, Украина.
Является административным центром Рясненского сельского совета, в который, кроме того, входят сёла Земляное и Лесное.

## Географическое положение
Село Рясное находится у истоков реки Корова,
ниже по течению на расстоянии в 10 км расположено село Славгород.
На реке и её притоках много небольших запруд.

## История
- 1670 — дата основания. На «старозаимочных» землях сумского полковника Герасима Кондратьева на реке Корова и её притоке Телёнок. его сыном Андреем в 1670 г. вместе с его подданными и было основано поселение, названное Рясное. К этому времени относится и строительство «училища доброй нравственности — храма Божьего»[1].
- Частые набеги татар и особенно опустошительный набег в 1680 г. способствовали появлению к 1686 г. в селе деревянной крепости «с обломами»[2].

В дальнейшем село являлось центром Ряснянской волости Ахтырского уезда Харьковской губернии Российской империи.
Население по переписи 2001 года составляло 825 человек.

## Экономика
- Свинотоварная ферма.
- ООО «Ряснянское».

## Транспорт
Рядом проходит железная дорога, станция Пятиполье в 2,5 км.

## Объекты социальной сферы
- Школа.

## Известные уроженцы
Олейник Иван Фёдорович (1909—1993) — полный кавалер Ордена Славы, участник Великой Отечественной войны, старшина минометной роты 117-го гвардейского стрелкового полка.